# Де Схеппер, Теске
Теске дё Схеппер (нидерл. Teske de Schepper; род. 26 августа 1995 в нидерландской деревне Рейвейк), более известная как Теске (нидерл. — Teske) — нидерландская певица, YouTube-влогер и блогер.

## Биография
С ранних лет Теске занималась творчеством. Так, уже в 13-летнем возрасте она начала записывать песни на видео. А в январе 2009 создала собственный интернет-блог. Поскольку в деревне Рейвейк, на родине певицы, было не очень много возможностей для карьерного роста, 19-летняя Теске де Схеппер переехала в Амстердам. Так начался её путь в музыке и блоггинге. На данный момент Теске уже является одним из наиболее известных YouTube-влоггеров Бенелюкса, имея 303.000 подписчиков на YouTube-канале и в Instagram.
В 2015 году, только переехав в Амстердам, Теске сразу же подписала контракт с Universal Music. Её дебютная композиция «Rewritten», записанная в рамках лейбла, в течение семи недель держалась в хит-параде «Nederlandse Top 40»; наиболее высокое место в топе, которое занимала композиция «Rewritten» — пятое. Также песня занимала первую позицию хит-параде синглов и вторую позицию в чарте ITunes    . К тому же, Теске де Схеппер выступала вживую у диджея Гила Бейлена и на нидерландской телепередаче «Земной шар продолжает крутиться».
В соавторстве с Дэвидом Чой, Теске записала песню «King for a Day»  для международной рекламы крупного бренда Ola Cornetto. 5 октября 2015 года у исполнительницы вышел сингл «Finding Neverland». В том же году Теске стала участницей программы «Экспедиция Робинзона» (нидерл. «Expeditie Robinson») на телеканале RTL 5.
В 2016 году Теске де Схеппер записала песню «Samen» совместно с Mr. Polska.
30 сентября 2016 года Теске становится участницей лейбла Top Notch. И уже 2 ноября выходит первый собственный сингл Теске на нидерландском языке — «Opnieuw». Это стало новым витком в карьере исполнительницы. В этот же день вышел EP, где помимо «Opnieuw» были представлены композиции «Blab la bla» и «M’n Glas».
4 и 5 ноября 2016 года Теске дала дебютные концерты, билеты на которые были раскуплены за два дня .
В августе 2018 года Теске снялась в фильме своего коллеги-блоггера Дилана Хагенса (нидерл. Dylan Haegens) под названием «De film van Dylan Haegens» в качестве приглашённой гостьи nl:De Film van Dylan Haegens.

| Название                                     | Дата          | Альбом                 | Примечания                                            |
| Rewritten                                    | Ноябрь 2014   | EP Rewritten           |                                                       |
| I’m Gonna Be (500 Miles)                     | Декабрь 2014  | EP Rewritten           | Оригинал — The Proclaimers                            |
| «King For A Day» met David Choi              | Май 2015      | n.v.t.                 | Создано для международной рекламы Ola Cornetto в 2015 |
| Finding Neverland                            | Октябрь 2015  | n.v.t.                 |                                                       |
| Niemand                                      | Ноябрь 2015   | n.v.t.                 | Оригинал — Ronnie Flex и Mr. Polska                   |
| Lievelings                                   | Ноябрь 2015   | n.v.t.                 | Оригинал — Namika (Lieblingsmensch)                   |
| «Samen» met Mr. Polska                       | Май 2016      | n.v.t.                 |                                                       |
| Opnieuw                                      | Ноябрь 2016   | EP Opnieuw             | Первый сингл в рамках лейбла Top Notch                |
| In M’n Glas                                  | Ноябрь 2016   | EP Opnieuw             |                                                       |
| Bla Bla Bla                                  | Ноябрь 2016   | EP Opnieuw             |                                                       |
| Oesters & Champagne                          | Maart 2017    | EP Oesters & Champagne |                                                       |
| Venus                                        | Март 2017     | EP Oesters & Champagne |                                                       |
| Tempo                                        | Март 2017     | EP Oesters & Champagne |                                                       |
| «Tijdmachine» met Ruben Annink               | Май 2017      | n.v.t.                 |                                                       |
| Alles is                                     | Октябрь 2017  | EP Alles Is            |                                                       |
| Beter Mens                                   | Обктябрь 2017 | EP Alles Is            |                                                       |
| Duizend Vragen (Elke Dag) met Paul de Munnik | Октябрь 2017  | EP Alles Is            |                                                       |
| Plekje In Mijn Hart                          | Октябрь 2017  | EP Alles Is            |                                                       |
| «Voorbij» met Flemming                       | Октябрь 2017  | EP Alles Is            | Бонусная песня                                        |
| Als we samen zijn                            | Декабрь 2017  | n.v.t.                 | Рождественская песня                                  |
| Wildernis                                    | Ноябрь 2018   | porselein              |                                                       |
| Lavendel                                     | Ноябрь 2018   | porselein              |                                                       |
| in m’n hoofd                                 | Ноябрь 2018   | porselein              |                                                       |
| wat ik wil                                   | Ноябрь 2018   | porselein              |                                                       |
| «andersom» met Cartiez                       | Ноябрь 2018   | porselein              |                                                       |
| «kom bij jou» met Joshua Nolet               | Ноябрь 2018   | porselein              |                                                       |
| «donkey kong» met Joost                      | Ноябрь2018    | porselein              |                                                       |
| Overmacht                                    | Ноябрь 2018   | porselein              |                                                       |
| Instabiel                                    | Ноябрь 2018   | porselein              |                                                       |
| Porselein                                    | Ноябрь 2018   | porselein              |                                                       |